# Banátská republika
Banátská republika (rumunsky Republica Bănățeană, německy Banater Republik, srbsky Banatska republika / Банатска република, maďarsky Bánáti Köztársaság) byl krátkodobý stát vyhlášený 1. listopadu 1918 v Temešváru po zhroucení Rakouska-Uherska. Republika zanikla 15. listopadu téhož roku.

## Historie
Republika byla pokusem zachovat jednotu německých a maďarských politických elementů na území Banátu v období rozkladu Rakouska-Uherska. Zároveň došlo k reformě starého politického systému tak, aby se do nového "státu" chtěly začlenit i rumunské a srbské politické elementy a republika se tak pojistila proti požadavkům vítězného Rumunska a Srbska. Jelikož však nebylo možno zastavit vojenské jednotky vítězných států, tak se Banátští Rumuni a Srbové k tomuto projektu německo-maďarských politiků nepřipojili. Jedná se o jediné období historie, kdy byl Banát "nezávislou" zemí, kterou uznalo pouze Maďarsko. Poté byl Banát rozdělen do dnešní podoby tj. velká část k Rumunsku, menší západní část k Srbsku a malá severozápadní část v okolí města Segedín k Maďarsku.
Jediným prezidentem po dobu existence byl Otto Roth.

## Národnostní složení
Z celkového počtu cca 1 582 133 obyvatel, bylo:
- 592 049 (37,42%) Rumuni
- 387 545 (24,50%) Němci (banátští)
- 284 329 (17,97%) Srbové
- 242 152 (15,31%) Maďaři